# Hebe (gênero)
Hebe é um género botânico pertencente à família Plantaginaceae, de plantas nativas de Nova Zelândia, Austrália, Nova Guiné, Rapa Nui, as ilhas  Malvinas, e América do Sul. Tradicionalmente este gênero era classificado na família Scrophulariaceae.

## Espécies
É formado por 180 espécies:
- Hebe acutiflora
- Hebe adamsii
- Hebe affinis
- Hebe allanii
- Hebe albicans
- Hebe albiflora
- Hebe alpina
- Hebe amabilis
- Hebe amplexicaulis
- Hebe andersonii
- Hebe angustifolia
- Hebe angustisala
- Hebe anomala
- Hebe anulata
- Hebe annulata
- Hebe arborea
- Hebe arganthera
- Hebe armstrongii
- Hebe astoni
- Hebe azurensis
- Hebe balfouriana
- Hebe barkeri
- Hebe benthami
- Hebe benthamii
- Hebe bidwillii
- Hebe biggari
- Hebe biggarii
- Hebe blanda
- Hebe bollonsii
- Hebe bollonsoi
- Hebe brachysiphon
- Hebe brassii
- Hebe brevifolia
- Hebe breviracemosa
- Hebe brockiei
- Hebe buchanani
- Hebe buchananii
- Hebe buxifolia
- Hebe calcicola
- Hebe caledonia
- Hebe canescens
- Hebe canterburiensis
- Hebe carnea
- Hebe carnosula
- Hebe carsei
- Hebe carstensensis
- Hebe cassinioides
- Hebe catarractae
- Hebe chathamica
- Hebe cheesemanii
- Hebe ciliata
- Hebe ciliolata
- Hebe coarctata
- Hebe cockayniana
- Hebe cookiana
- Hebe colensoi
- Hebe corriganii
- Hebe corstorphinensis
- Hebe corymbosa
- Hebe coxiana
- Hebe crawii
- Hebe cupressoides
- Hebe dartoni
- Hebe darwiniana
- Hebe dasyphylla
- Hebe decumbens
- Hebe demissa
- Hebe dieffenbachii
- Hebe dilatata
- Hebe diosmifolia
- Hebe diosmoides
- Hebe divaricata
- Hebe divergens
- Hebe dorrien
- Hebe ellipsala
- Hebe elliptica
- Hebe epacridea
- Hebe erecta
- Hebe evenosa
- Hebe fairfieldii
- Hebe fonkii
- Hebe formosa
- Hebe franciscana
- Hebe fruticeti
- Hebe gibsii
- Hebe gibbsii
- Hebe gigantea
- Hebe gillieaiana
- Hebe glauco
- Hebe glaucocaerulea
- Hebe glaucophylla
- Hebe godfroyana
- Hebe gracillima
- Hebe greyi
- Hebe guthrieana
- Hebe haastii
- Hebe haustrata
- Hebe hectori
- Hebe hectorii
- Hebe hectoris
- Hebe hillii
- Hebe hiniera
- Hebe hookeriana
- Hebe hulkeana
- Hebe Hybride
- Hebe imbricata
- Hebe imperialis
- Hebe insularis
- Hebe kirkii
- Hebe laingii
- Hebe lapidosa
- Hebe laevastoni
- Hebe lavaudiana
- Hebe laevis
- Hebe laevisala
- Hebe leiophylla
- Hebe leiosala
- Hebe lendenfeldii
- Hebe lewisii
- Hebe ligustrifolia
- Hebe lewisii
- Hebe ligustrifolia
- Hebe lindsayi
- Hebe linifolia
- Hebe loganioides
- Hebe longiracemosa
- Hebe lyallii
- Hebe lycopodioides
- Hebe macrantha
- Hebe macrocalyx
- Hebe macrocarpa
- Hebe macrosala
- Hebe macroura
- Hebe magellanica
- Hebe masoniae
- Hebe matthewsii
- Hebe menziesii
- Hebe montana
- Hebe monticola
- Hebe mooreae
- Hebe murrellii
- Hebe myrtifolia
- Hebe obovata
- Hebe obtusata
- Hebe ochracea
- Hebe odora
- Hebe odorata
- Hebe olseni
- Hebe pageana
- Hebe paludosa
- Hebe pareora
- Hebe parkinsoniana
- Hebe parviflora
- Hebe pauciflora
- Hebe pauciramosa
- Hebe perbella
- Hebe petriei
- Hebe pimeleoides
- Hebe pimeloides
- Hebe pinguifolia
- Hebe polyphylla
- Hebe poppelwellii
- Hebe propinqua
- Hebe prostrata
- Hebe pubescens
- Hebe rakaiensis
- Hebe ramosissima
- Hebe raoulii
- Hebe rapensis
- Hebe recurva
- Hebe rigida
- Hebe rigidula
- Hebe rotundata
- Hebe rubra
- Hebe rupicola
- Hebe sagittifolia
- Hebe salcoxiana
- Hebe salicifolia
- Hebe salicornioides
- Hebe scott
- Hebe simmonsii
- Hebe speciosa
- Hebe stenophylla
- Hebe stricta
- Hebe strictissima
- Hebe subalpina
- Hebe subfulvida
- Hebe subsimilis
- Hebe subulata
- Hebe sutherlandii
- Hebe tairawhiti
- Hebe tenuis
- Hebe tetragona
- Hebe tetrasticha
- Hebe thymelaeoides
- Hebe topiaria
- Hebe toriganii
- Hebe townsoni
- Hebe townsonii
- Hebe traversii
- Hebe treadwellii
- Hebe trisepala
- Hebe truncatula
- Hebe tumida
- Hebe uniflora
- Hebe urvilleana
- Hebe vandewateri
- Hebe venustula
- Hebe vernicosa
- Hebe willcoxii
- Hebe Hybriden